# Сетума
Сетума (сетски Setomaa; ест. Setumaa; рус. Сетумаа) историјски је регион смештен југозападно и западно од Псковског језера, традиционално насељен угро-финским Сетима. У преводу са сетског дијалекта име области има значење „сетска земља”.
Област је административно подељена на западни део који се налази на територији Естоније и обухвата источне делове округа Пилва и Виру, док се источни део области налази на подручју Псковског рејона Русије (Печорски рејон). Историјским и културним центром области сматра се град Печори.
Након распада Совјетског Савеза 1991. године историјска Сетума је подељена на два дела, а званичне власти у Естонији источне делове области који се данас налазе у саставу Русије сматрају подручјем под привременом окупацијом.